# یان استیسکال
یان استیسکال (چکی: Jan Stejskal؛ زادهٔ ۱۵ ژانویهٔ ۱۹۶۲) بازیکن سابق و مربی فوتبال اهل جمهوری چک است.
از باشگاه‌هایی که در آن بازی کرده‌است می‌توان به باشگاه فوتبال ویکتوریا ژیژکوف، باشگاه فوتبال اسلاویا پراگ، باشگاه فوتبال کویینز پارک رنجرز، باشگاه فوتبال اسپارتا پراگ، و باشگاه فوتبال زبرویوفکا برنو اشاره کرد.
وی همچنین در تیم‌های ملی فوتبال چکسلواکی و جمهوری چک بازی کرده‌است.